# Waldenio Porto
Waldenio Florencio Porto (Caruaru, 29 de julho de 1935 — Recife, 17 de dezembro de 2020) foi um médico, romancista e memorialista brasileiro. Formou-se em medicina pela Universidade Federal de Pernambuco em 1959, especializando-se em proctologia.

## Entidades de classe
- Colégio Brasileiro de Cirurgiões,
- Colégio Internacional de Cirurgiões,
- Sociedade Brasileira de Colo-Proctologia,
- Academia Pernambucana de Medicina,
- Academia Pernambucana de Ciências,
- Academia Brasileira de Medicina Militar.

## Entidades literárias
- Associação Cultural de Caruaru

Foi seu fundador e presidente;
- Sociedade Brasileira de Médicos Escritores
  - Presidente da Regional Pernambuco entre 1988 e 1991;[3][4]
  - Presidente nacional entre 1992 e 1993[5]
- UMEAL - União de Médicos Escritores e Artistas Lusófonos

Criou em 1992, juntamente com médicos escritores e artistas de Pernambuco, Rio de Janeiro, Portugal e Moçambique.
Foi seu primeiro presidente, sendo reconduzido ao cargo em 2007, durante o VI Congresso da entidade, até 2014.
- Academia Pernambucana de Letras

Ocupou a Cadeira 15 desde 1995
Presidente desde 26 de janeiro de 2002, eleito por unanimidade, até 2012, sucedido por Fátima Quintas.
- Academia de Letras e Artes do Nordeste

Ocupava a cadeira 31
- Instituto Histórico de Caruaru[1]

membro correspondente.

## Livros publicados
- As flores que não plantei
- Fernando Paulino, o cirurgião
- As vinhas da esperança - Memórias de um xepeiro
- Quando se cobrem de verde as baraúnas
- A emoção da palavra[9]
- Violinos no Coque[nota 1]
- Olinda abrasada
- Manhã de Carnaval
- Arménio - do Tejo ao Capibaribe.[10]